# Lagraulet-Saint-Nicolas
Lagraulet-Saint-Nicolas is een gemeente in het Franse departement Haute-Garonne (regio Occitanie) en telt 145 inwoners (1999). De plaats maakt deel uit van het arrondissement Toulouse.

## Geografie
De oppervlakte van Lagraulet-Saint-Nicolas bedraagt 16,3 km², de bevolkingsdichtheid is 8,9 inwoners per km².
De onderstaande kaart toont de ligging van Lagraulet-Saint-Nicolas met de belangrijkste infrastructuur en aangrenzende gemeenten.

## Demografie
Onderstaande figuur toont het verloop van het inwonertal (bron: INSEE-tellingen).